# Segregator

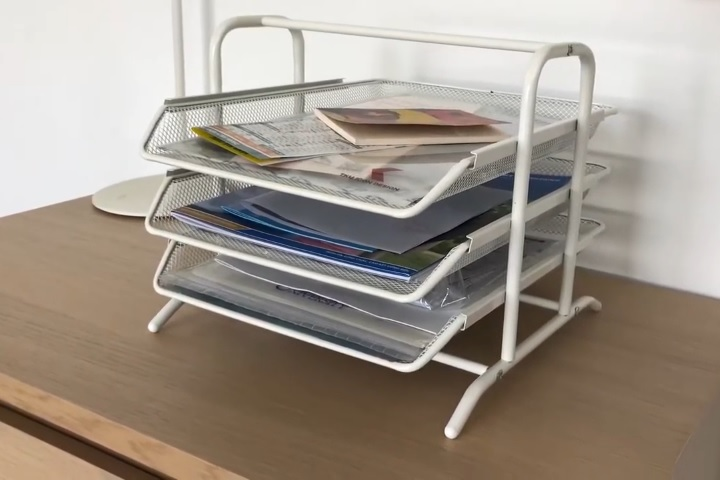
Segregator

Segregator – pojemnik służący archiwizowaniu, porządkowaniu przedmiotów w sposób ułatwiający ich przeszukiwanie. Stosowanie segregatorów wynika z potrzeby zgromadzenia w odpowiednim porządku przedmiotów, które pozostawione luzem mogą ulec zagubieniu, zniszczeniu, nieuporządkowaniu lub sprawiają trudność w ich przeszukiwaniu.
Przykłady segregatorów: segregator biurowy, segregator CD, wizytownik.